# Elonkorjuu
Elonkorjuu ist eine 1969 gegründete finnische Progressive-Rock-Band. 

## Geschichte
Der aus Pori stammende Gitarrist Jukka Syrenius war im zweiten Jahr des Bestehens mit seinen Bandkollegen Heikko Lajunen (Gesang), Veli-Pekka Pessi (Bass), Timo Hannukainen und Eero Rantasila (Schlagzeug) mit dem zweiten Preis des finnischen Bandwettbewerbes ausgezeichnet worden. 1972 veröffentlichte die Gruppe die LP Harvest Time auf EMI; sechs Jahre später folgte Flying High, Running Fast, das auch unter dem Bandnamen Harvest (und ergänzt durch den Saxofonisten Jari Perkiomäki) für den internationalen Markt veröffentlicht wurde. Trotz intensiver Tourneen und Festivalauftritte scheiterte der Bekanntmachungsversuch und die Band löste sich auf. 2003 fanden Syrenius und Pessi mit anderen Musikern wieder zusammen und nahmen im Jahr darauf Scumbag auf, das nun mehr bluesorientiert produziert wurde. 2010 erschien ein Live-Doppelalbum sowie eine Gesamtwerkausgabe.

## Diskografie

### Studioalben
- 1972: Harvest Time (EMI)
- 1978: Flyin' High, Runnin' Fast (RCA Records)
- 2004: Scumbag (Touch Records / Freeway Music)

### Livealben
- 2010: Scumbag Goes to Theatre (2 CDs, Touch Records / Freeway Music)

### Kompilationen
- 2012: Seasons (4 CDs, Parlophone)